# Слухово
Слухово (пол. Słuchowo, нім. Schlochow) — село в Польщі, у гміні Крокова Пуцького повіту Поморського воєводства.
Населення — 173 особи (2011).
У 1975-1998 роках село належало до Гданського воєводства.

## Демографія
Демографічна структура станом на 31 березня 2011 року:
|          | Загалом | Допрацездатний вік | Працездатний вік | Постпрацездатний вік |
| -------- | ------- | ------------------ | ---------------- | -------------------- |
| Чоловіки | 86      | 23                 | 61               | 2                    |
| Жінки    | 87      | 25                 | 53               | 9                    |
| Разом    | 173     | 48                 | 114              | 11                   |